# Nemitzer Heide
Nemitzer Heide este o arie protejată (arie specială de conservare — SAC, sit de importanță comunitară — SCI, arie de protecție specială avifaunistică — SPA) din Germania întinsă pe o suprafață de 1.061 ha, integral pe uscat.

## Localizare
Centrul sitului Nemitzer Heide este situat la coordonatele 52°59′05″N 11°20′57″E / 52.9847°N 11.3492°E.

## Înființare
Situl Nemitzer Heide a fost declarat sit de importanță comunitară în iunie 2000 pentru a proteja 14 specii de animale. Alte tipuri de protecție:
- arie de protecție specială avifaunistică (în iunie 2001)
- arie specială de conservare (în iunie 2018)[1][2][3]

## Biodiversitate
Situată în ecoregiunea continentală, aria protejată conține 10 habitate naturale: Vegetație psamofilă uscată cu Calluna și Genista, Vegetație psamofilă uscată cu pășuni deschise de Corynephorus și Agrostis, Ape stătătoare oligotrofe până la mezotrofe, cu vegetație de Littorelletea uniflorae și/sau de Isoëto-Nanojuncetea, Lacuri eutrofice naturale cu vegetație de tip Magnopotamion sau Hydrocharition, Lacuri și iazuri distrofice naturale, Pajiști umede nord-atlantice cu Erica tetralix, Pajiști uscate europene, Formațiuni ierboase bogate în specii de Nardus, dezvoltate pe substraturi silicioase în zone montane (și în zone submontane, în Europa continentală), Fânețe de joasă altitudine (Alopecurus pratensis, Sanguisorba officinalis), Mlaștini turboase de tranziție și turbării mișcătoare.
La baza desemnării sitului se află mai multe specii protejate de  păsări (14): fâsă-de-câmp (Anthus campestris), caprimulg (Caprimulgus europaeus), ciocănitoare neagră (Dryocopus martius), presură de grădină (Emberiza hortulana), șoimul rândunelelor (Falco subbuteo), capîntortură (Jynx torquilla), sfrâncioc roșiatic (Lanius collurio), sfrâncioc mare (Lanius excubitor excubitor), ciocârlie de pădure (Lullula arborea), pietrar sur (Oenanthe oenanthe), grangur (Oriolus oriolus), codroșul de pădure (Phoenicurus phoenicurus), mărăcinar (Saxicola rubetra), mărăcinar negru (Saxicola torquatus)
Pe lângă speciile protejate, pe teritoriul sitului au mai fost identificate 1 specie de reptile.